# Hubie all'inseguimento della pietra verde
Hubie all'inseguimento della pietra verde (The Pebble and the Penguin) è un film d'animazione del 1995 diretto da Don Bluth e Gary Goldman.

## Trama
In Antartide, ogni pinguino di Adelia deve offrire alla sua amata, nel giorno della festa nuziale, la pietra più bella possibile. Se ella la accetta, i due pinguini possono vivere insieme felicemente per tutta la vita. Hubie, un giovane pinguino molto timido e generoso, ha trovato una bella gemma verde, che vuole offrire alla femmina che ama, la dolce Marina. Purtroppo Drake, un pinguino malvagio, forte e violento, vuole sposare Marina a tutti i costi. Egli decide di costringerla a dimenticare Hubie e perciò lo getta in mare, dove viene quasi mangiato da una foca leopardo e trascinato lontano dalle correnti.
Ma Marina è decisa ad aspettare Hubie, che per ritornare dovrà affrontare la crudeltà degli uomini intenti a venderlo ad uno zoo insieme a degli altri pinguini, la tremenda foca leopardo, un branco di orche, le tempeste e mille altri pericoli. Per sua fortuna non sarà solo durante il suo viaggio, trovando un pinguino di nome Rocko, che sogna di volare. Hubie e Rocko si daranno quindi sicurezza a vicenda, riusciranno a superare le loro paure e a tornare in Antartide da Marina.
Tuttavia Rocko sembrerà perdere la vita durante la caccia delle orche. Come se non bastasse, una volta tornato, Hubie dovrà battersi con Drake, che alla fine muore durante il crollo della sua alta e spaventosa grotta, provocato durante un ultimo tentativo di uccidere il suo odiato rivale, mentre Hubie e Marina vengono salvati all'ultimo minuto da un redivivo Rocko che impara incredibilmente a volare in quel momento. Hubie riesce così a dare la sua preziosa pietra a Marina, anche se lei l'ha sempre amato, in quanto conta il pinguino che regala la pietra e non la pietra stessa.

## Personaggi
- Hubie: Il protagonista del film, è un pinguino dall'anatomia caricaturale con il classico piumaggio bianco e nero ed il becco giallo, con una punta di rosso. Ha gli occhi azzurri ed indossa un cappellino rosso ed una sciarpa gialla. Innamorato di Marina, vuole regalarle la pietra verde che ha trovato tra i ghiacci, tuttavia non è sicuro di conquistare il suo cuore data la sua goffaggine. Nel film dimostra in ogni caso di avere un buon cuore ed essere molto coraggioso.
- Marina: La co-protagonista  del film, è una pinguina con il classico piumaggio bianco e nero ed il becco giallo, con una punta di rosso. Ha gli occhi verdi ed indossa una rosa sul capo e un girocollo. Pinguina molto bella, dolce, sensibile e gentile, è molto affezionata a Hubie, e odia sinceramente il perfido pinguino Drake.
- Rocko: Un pinguino saltarocce che Hubie incontrerà una volta perso nell'oceano, ritrovandosi su una nave. Ha il piumaggio nero e bianco, una grande cresta di piume sul capo, due vistose sopracciglia gialle ed un becco arancione. Iperattivo, irruento, scorbutico, scontroso, ma in fondo simpatico, Rocko sogna di poter volare a tutti i costi. Inizialmente ha una sciarpa viola, ma dopo essere sopravvissuto miracolosamente all'attacco delle orche, ne indossa una verde.
- Drake: L'antagonista principale del film, e l'acerrimo nemico-rivale di Hubie, è un pinguino muscoloso con il classico piumaggio bianco e nero, la testa blu ed il becco giallo, con una punta di rosso. Indossa un mantello rosso e dei pantaloni neri. Molto amato dalle altre pinguine per il suo bell'aspetto, in realtà è un pinguino malvagio, abusivo, arrogante, prepotente, crudele, egoista, violento e aggressivo, e vuole conquistare a tutti i costi Marina. Nell'ultimo scontro la sua spaventosa grotta si sgretola e lui viene schiacciato da uno dei massi, che provoca la sua morte.
- La foca leopardo: è l'antagonista secondario del film che tenta di mangiare sia Hubie che Rocko.
- Le orche: sono antagonisti terziari del film.
- Gli uomini: sono antagonisti quartari del film, che intendono inutilmente a vendere Hubie ad uno zoo insieme ad altri pinguini.

## Distribuzione
Uscito negli Stati Uniti il 12 aprile 1995, il film è stato distribuito in Italia direttamente in VHS dalla Warner Home Video in aprile 1996. Attualmente, è l'unico film di Don Bluth a non essere distribuito in DVD in Italia.

### Edizione italiana
Il doppiaggio italiano, diretto da Manlio De Angelis su dialoghi di Elettra Caporello, venne eseguito dalla Sefit-CDC. I testi italiani delle canzoni, invece, sono stati curati da Roberto Chevalier.

## Accoglienza

### Incassi
Costato 28000000 $, ne ha incassato a malapena 4, risultando così uno dei maggiori fallimenti economici del regista americano.

### Critica
Il film ha ricevuto critiche estremamente negative da parte della critica americana; su  Rotten Tomatoes detiene un punteggio medio del 25% basato su 12 recensioni, con una valutazione media di 3,38 / 10.
Assieme a Le avventure di Stanley, è considerato uno dei peggiori film di Don Bluth.